# Pleurothallis bogarinii
Pleurothallis bogarinii là một loài thực vật có hoa trong họ Lan. Loài này được Pupulin & J.D.Zuñiga mô tả khoa học đầu tiên năm 2007.